# Segelfluggelände Teck

i7
i11
i13
Das Segelfluggelände Teck liegt am nördlichen Fuße des Teckbergs sowie östlich der Gemeinde Dettingen unter Teck, westlich der Gemeinde Bissingen an der Teck und südlich des Ortsteils Nabern von Kirchheim unter Teck. Auf dem Gelände beheimatet sind die Fliegergruppe Dettingen unter Teck und die Fliegergruppe Neuffener Tal.

## Geschichte
Am Teckberg fanden, ebenso wie an dafür berühmteren Segelfluggeländen wie der Wasserkuppe, in den 1920er Jahren erste Flugversuche von Pionieren wie z. B. Wolf Hirth statt. Ab 1928 wurde dann in Eigenregie von Flug- und Arbeitsgemeinschaften der umliegenden Gemeinden und Städte Segelflugzeuge gebaut, gewartet und geflogen. Zu diesem Zeitpunkt fanden die Starts noch am abfallenden Hang des Hörnles und später auch vom Hohenbohl und vom Gelben Felsen aus statt.
In den Folgejahren wurden dann auch ein Vereinsheim und zwei Flugzeughallen, von denen eine heute noch genutzt wird, sowie Schlepplifte, um die Flugzeuge auf den Berg zu befördern und der Motorflugplatz Nabern-Teck gebaut, sodass im Jahr 1934 das Teckgelände eingeweiht werden konnte.
Durch die Ambitionen und Förderung der Nationalsozialisten wurde 1935 am Gelände eine Segelflugschule gegründet, die erst zivil genutzt wurde, später aber dann dem Nationalsozialistischen Fliegerkorps als Pilotenschule für die Luftwaffe diente.
Trotzdem fanden bis 1939 wichtige Wettbewerbe am Fluggelände statt, die u. a. auch durch Neuerungen wie dem Windenstart und dem Flugzeugschlepp, sowie der Nutzung von Thermik neben Hangaufwinden rege Beteiligung erfuhren.
In den Kriegsjahren kam die zivile fliegerische Nutzung auf dem Segelfluggelände Teck weitestgehend zum Erliegen, die Firmen Schempp-Hirth und Wolf Hirth, welche am Flugplatz in Nabern ihre Firmensitze hatten, wurden mit in die kriegstechnische Produktion für die Firmen Messerschmitt und Dornier eingespannt.
Nach dem Krieg kam das Fluggelände unter die Aufsicht der Amerikaner, welche Rückbaumaßnahmen an den Anlagen am Teckberg vornahmen. Lediglich die große Fliegerhalle und das Vereinsheim blieben verschont. Als Anfang der 1950er Jahre der Segelflug in West-Deutschland wieder zugelassen wurde, war das Fluggelände nicht mehr als solches nutzbar, da es landwirtschaftlich genutzt wurde. Erst 1956 konnte der Flugbetrieb auf dem eigentlichen Segelfluggelände Teck wieder aufgenommen worden. Die Großzahl der Fliegergruppen der Region nutzte zu dieser Zeit aber schon den neu errichteten und heute weltbekannten Flugplatz auf der Hahnweide in Kirchheim.

## Heutige Nutzung
Die Schwäbische Alb zählt heute zu den durch Segelflug meist genutzten Regionen der Welt, was auf die ausgezeichneten thermischen Bedingungen zurückzuführen ist. Darum wird hauptsächlich am Wochenende und an Feiertagen, aber auch manchmal unter der Woche Flugbetrieb durchgeführt.
Zugelassen ist das Segelfluggelände für Segelflieger, Motorsegler und Ultraleichtflugzeuge. Motorflieger dürfen nur den 400 m entfernten Flugplatz Nabern-Teck nutzen.
Stationiert sind am Flugplatz zehn vereinszugehörige Segelflugzeuge, ein Vereinsmotorsegler und ein Vereins-UL. Ferner sind noch ca. ein Dutzend private Segelflieger und Motorsegler in der Fliegerhalle untergebracht. Außerdem gibt es dort noch eine Werkstatt, in der diverse Reparaturarbeiten durchgeführt werden können, ein Fliegerstüble mit Bewirtung, ein Büro und eine Garage.

## Flugbetrieb
Gestartet wird zumeist im Windenstart entweder auf der Piste 13 oder 31. Nach dem Start wird in der Regel an die Geländegegebenheiten angepasste Rechtsplatzrunde geflogen. Wenn auf der Piste 13 gestartet wurde, dann landet man aufgrund der hochreichenden Bebauung im Endanflug der Piste 13 normalerweise auf der Piste 09. Motorsegler und Ultraleichtflugzeuge fliegen immer eine Nordplatzrunde und landen und starten auf der Hauptbahn.
60 Starts pro Tag stellen hierbei keine Seltenheit dar.
Der Teckberg als Zeugenberg vor der eigentlichen Schwäbischen Alb bietet ideale Hangflugvoraussetzungen: So ist es möglich am Ost-, Nord- oder Westhang bei entsprechenden Windlagen Hangaufwind meist in Kombination mit Thermik zu finden. Somit lassen sich vom Platz aus Strecken von 700 km und mehr bewältigen.
Am Flugplatz findet auch Ausbildung zum Segelflug- und Ultraleichtpiloten statt, welche mit Schulungsflugzeugen (Segelflug) durchgeführt wird.
Geflogen wird hierbei von Anfang/Mitte April bis Ende Oktober, sofern das Wetter dies zulässt.